# Ehingen (Media Franconia)
Ehingen è un comune tedesco di 2 015 abitanti, situato nel land della Baviera.

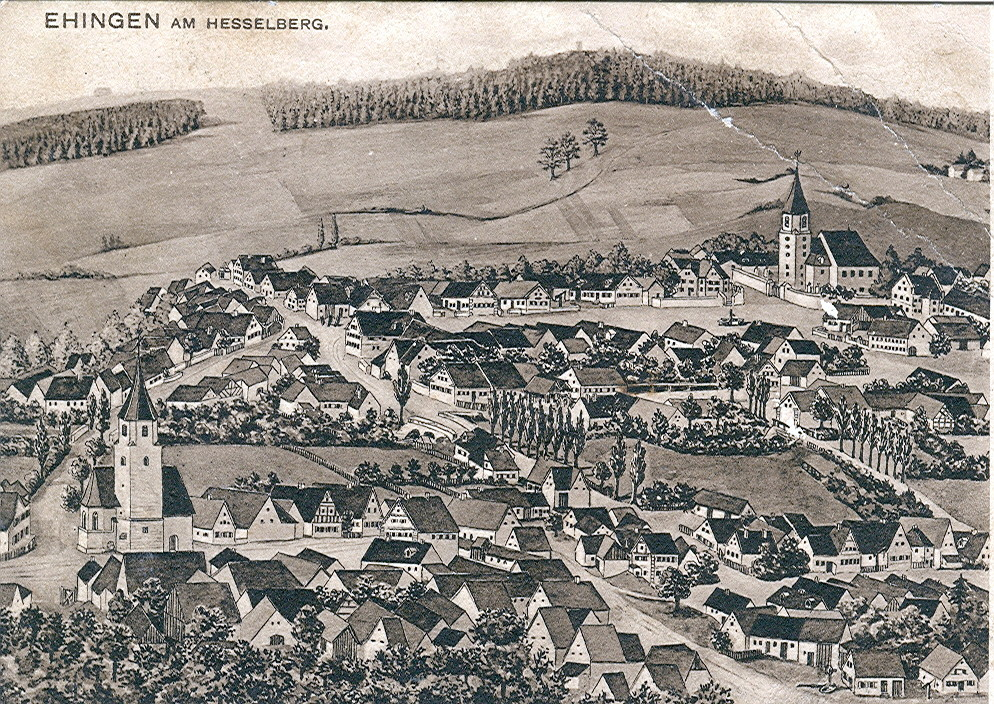
Un'antica cartolina della città